# Axel Amador
Axel Mauriel Amador Rojas (San Isidro de El General, Costa Rica, 6 de noviembre de 2000) es un futbolista costarricense que juega como extremo derecho en el Municipal Pérez Zeledón de la Primera División de Costa Rica.

## Trayectoria

### Municipal Pérez Zeledón
El 4 de agosto de 2018, debutó en la primera división contra la A. D. San Carlos en el que disputó 67 minutos por la victoria 2-1. El 23 de octubre de 2021, Amador se enfrentó ante Municipal Grecia, realizando su primera anotación con el equipo al minuto 11, obteniendo la victoria por 3-1.

## Estadísticas

### Clubes
Actualizado al último partido jugado el 29 de marzo de 2024.
| Club                       | Div.          | Temporada     | Liga  | Liga  | Liga   | Copas nacionales | Copas nacionales | Copas nacionales | Copas internacionales | Copas internacionales | Copas internacionales | Total | Total | Total  |
| Club                       | Div.          | Temporada     | Part. | Goles | Asist. | Part.            | Goles            | Asist.           | Part.                 | Goles                 | Asist.                | Part. | Goles | Asist. |
| -------------------------- | ------------- | ------------- | ----- | ----- | ------ | ---------------- | ---------------- | ---------------- | --------------------- | --------------------- | --------------------- | ----- | ----- | ------ |
| Pérez Zeledón · Costa Rica |               |               |       |       |        |                  |                  |                  |                       |                       |                       |       |       |        |
| 1.ª                        | 2018-19       | 9             | 0     | 0     | —      | —                | —                | —                | —                     | —                     | 9                     | 0     | 0     |        |
| 1.ª                        | 2019-20       | 21            | 0     | 2     | —      | —                | —                | —                | —                     | —                     | 21                    | 0     | 2     |        |
| 1.ª                        | 2020-21       | 7             | 0     | 1     | —      | —                | —                | —                | —                     | —                     | 7                     | 0     | 1     |        |
| 1.ª                        | 2021-22       | 22            | 5     | 1     | —      | —                | —                | —                | —                     | —                     | 22                    | 5     | 1     |        |
| 1.ª                        | 2022-23       | 27            | 7     | 5     | 2      | 0                | 0                | —                | —                     | —                     | 29                    | 7     | 5     |        |
| 1.ª                        | 2023-24       | 29            | 2     | 5     | 3      | 1                | 0                | —                | —                     | —                     | 32                    | 3     | 5     |        |
| Total club                 | Total club    | 115           | 14    | 14    | 5      | 1                | 0                | 0                | 0                     | 0                     | 120                   | 15    | 14    |        |
| Total carrera              | Total carrera | Total carrera | 115   | 14    | 14     | 5                | 1                | 0                | 0                     | 0                     | 0                     | 120   | 15    | 14     |
| 1. Fuente:Transfermarkt    |               |               |       |       |        |                  |                  |                  |                       |                       |                       |       |       |        |

## Palmarés

### Títulos nacionales
| Título                         | Club            | País       | Año  |
| ------------------------------ | --------------- | ---------- | ---- |
| Primera División de Costa Rica | C. S. Herediano | Costa Rica | 2025 |